# 浅井えり子
浅井 えり子（あさい えりこ、1959年10月20日 - ）は日本女子の陸上競技選手及び指導者で、競技種目は長距離走・マラソンである。帝京科学大学客員教授、同大学女子駅伝チームアドバイザー、足立区教育委員。
主な実績に1988年ソウルオリンピック・女子マラソン日本代表（25位）、1986年ソウルアジア競技大会・女子マラソン金メダリスト、1994年名古屋国際女子マラソン優勝など。

## 経歴

### 大学3年生でマラソン初挑戦
東京都足立区出身。東京都立足立高等学校に入学してから間もなく、友人からの誘いを機に陸上競技部へ入部するも、特別目立った成績は残せないままで、高校を卒業した。文教大学に進学後も再び陸上部に所属。同大学の3年在学中だった、1980年11月の第2回東京国際女子マラソンへ初マラソンに挑戦し12位、3時間0分台のゴールタイムで完走を果たした。

### 実業団入り後
大学卒業後の1982年4月、佐々木功監督の率いる日本電気ホームエレクトロニクス（略称・NEC-HE。当時は新日本電気）へ入社。同社陸上競技部へ入部してから、女子マラソンで頭角を現し始める（NEC-HE陸上部は当時より男子部員のみ所属で、その後も女子部員は浅井一人だけであった）。
ロサンゼルスオリンピックの選考レースだった1984年3月の名古屋女子マラソン（のち名古屋国際女子マラソン）では、2時間38分台のタイムで日本人最高の4位となるが、増田明美・佐々木七恵の二人とは力の差があるとして、惜しくもロス五輪代表には選出されなかった。ロス五輪後の1984年11月、東京国際女子マラソンではドイツ（当時東独）のカトリン・ドーレに次ぐ2位入賞を果たし、当時日本女子歴代2位となる2時間33分台の好タイムを記録した。直後に増田・佐々木が相次いで一線を退いたため、浅井らが日本女子長距離走・マラソンの第一人者となる。東京国際のゴール直後の会見では、浅井の「全て佐々木監督のおかげです」というコメントが注目されてからマスコミ陣が殺到するが、この頃の浅井は「私はタレントじゃないから何度も取材は受けたくない」とウンザリしていたという。

### ソウルアジア大会で金メダル獲得
1985年4月のワールドカップ広島大会女子マラソンへ、浅井自身初めての日本代表として出走したが、日本選手では首位ながら9位に留まった。翌1986年1月の大阪国際女子マラソンでは、優勝したロレーン・モラーに続いて準優勝。同年10月のソウルアジア大会女子マラソンでは、同じ日本代表の宮原美佐子らと競り合うが、浅井がレース終盤抜け出してマラソン初優勝。2時間41分台の平凡な記録ながらも金メダルを獲得し、アジア大会女子マラソンの初代女王と成った。
1987年8月の世界陸上選手権ローマ大会女子マラソンにも代表選出（26位）、ほか横浜国際女子駅伝にも数回日本代表として出走するなど、数々のビッグレースに出場する。この間、日本女子初の2時間30分突破が期待されたが、記録面では1984年の東京国際女子を上回れない状況が続いていた。

### ソウルオリンピックに初選出・日本女子最高の25位
1988年1月の大阪国際女子マラソンには、同年9月開催のソウルオリンピック女子マラソン日本代表の座と、日本女子最高記録をかけての出場となった。レース後半の30Km手前で、浅井は宮原美佐子と激しいデッドヒートを展開するが、35km過ぎで宮原のロングスパートを許して突き放され、41km過ぎでは荒木久美にもかわされて4位に落ち、最後は精根尽き果ててゴール手前でよろけて転倒してしまう程であった（宮原は日本女子初の2時間30分突破を達成、2位・宮原と3位・荒木の二人がソウル五輪代表即内定）。その後ソウル五輪女子マラソン日本代表において最後の3番手は、1987年11月の東京国際女子マラソンで8位の小島和恵と争う形となるも、1988年3月の日本陸上競技連盟の理事会において、浅井がなんとか滑り込みで念願のオリンピック初選出となった（落選の小島は補欠に）。
それから約半年経った、1988年9月開催のソウル五輪女子マラソン・本番レースでは、国内選考会の大阪国際女子マラソンとは全く逆に、浅井が日本人トップでゴールした。しかし、ソウル五輪の数週間前に体調を崩した影響があってか精神面も万全で臨めず、メダル・8位入賞争いには殆ど絡めないまま、結果浅井は25位（荒木・28位、宮原・29位）という成績に終わる。浅井も含めて日本女子の三選手は、改めて世界との大きな壁を痛感する事となった。

### 33歳・自己記録の2時間28分台でゴール
ソウル五輪が終わり浅井が30歳前後の時期、坐骨神経痛に悩まされたり「若い選手に負けたくない」という気負いが空回りしてスランプに陥り、マラソンで好結果を出せない時期が続いた。1989年には日本女子マラソン記録保持者だった、宮原美佐子と小島和恵の二人が相次いで第一線を退いたために、その都度マスコミ陣から「浅井もそろそろ引退か？」と囁かれていた。1992年8月開催のバルセロナオリンピック女子マラソン国内選考会だった、同年1月の大阪国際女子マラソンではレース後半ペースダウンし、13位と完敗。しかし、同年3月の名古屋国際女子マラソンでは一般参加で出場し、終盤まで優勝を争って3位に入り、バルセロナ五輪日本代表は逃したが4年ぶりにマラソン自己記録を更新した。
33歳だった1993年3月の名古屋国際女子マラソンでは4位ながらも、30回目のフルマラソンで浅井の目標だった2時間30分台を初めて突破する、2時間28分台の自己最高記録でゴール。また同年7月のゴールドコーストマラソンでは、2時間29分台の大会新記録（当時）で優勝。この頃の浅井は「オリンピックの落選が逆に吹っ切れて気負いが無くなり、平常心でレースへ挑めるように成った」と懐古している。

### 34歳・名古屋国際女子マラソン初優勝
そして翌1994年3月の名古屋国際女子マラソンでは、強風が吹き荒れる悪コンディションにより先頭集団がスローペースで進むも、浅井は終始優勝争いに加わった。レース後半に入ると、ラミリア・ブラングロワ（ロシア）らと競り合う中、40Km手前で浅井自らブラングロワを突き放す。結果、当時日本の3大会国際女子マラソン（東京（のち横浜→さいたま）・大阪・名古屋（現名古屋ウィメンズ））において、ついに自身悲願の初優勝を果たした。この時浅井は、34歳という高齢ながらも「ずっと走り続けてきて、本当に良かった」と、優勝インタビューでは満面の笑みを浮かべていた。

### 監督・佐々木功の死
監督の佐々木功が、1994年6月頃から発熱・食欲不振・体重激減などの体調不良を訴える。浅井を初め、周囲から病院に診て貰うように何度も説得されていたが、佐々木監督は一切それを頑なに聞き入れなかった。だが、北海道の合宿中に佐々木は背中と腰の激痛に耐え切れず、同年8月に東京都狛江市の東京慈恵会医科大学附属第三病院へ緊急入院。検査の結果、脛部の皮膚ガンがほぼ全身に転移している事が判明、さらに数か月の余命と診断された。それをきっかけに1994年9月、二人は入籍し結婚式を挙げる。佐々木はその後抗がん剤の効果もあり、一時は好転して退院。同年12月には浅井と一緒に、新婚旅行を兼ねてホノルルマラソンに行ける程までに回復したが、完治にまでは至らなかった。
佐々木の病状は翌1995年1月に悪化したため、同年2月2日に再入院。看護の最中に浅井は同年3月5日、ホノルルマラソンの姉妹レースである神奈川県の三浦国際市民マラソン・ハーフの部に出走した。しかしそれから僅か8日後、「もう一度監督に復帰を」と必死に願い続けた浅井の懸命な看病も空しく、佐々木は1995年3月13日に悪性黒色腫により52歳で死去した。
佐々木監督の死から復帰のレースは、前年に続き1995年12月のホノルルマラソンだったが、途中で立ち止まる場面も有り、2時間56分台の9位留まりだった。翌1996年3月、2年ぶりに名古屋国際女子マラソン（アトランタオリンピック選考レース）に出場、当時36歳ながら2時間33分台のタイムで14位に入る。同年3月限りでNEC-HC陸上部が廃部のため、同社所属選手としては最後のレースとなった。
2020年現在も浅井は東京マラソン・長野マラソン・ホノルルマラソンに出走するなど、日本の現役女子マラソンランナーとして活動中である。

## 亡き佐々木功監督のスローガン、L・S・D理論を継承
監督として浅井えり子を13年間指導し続けた佐々木功は、生前日本マラソン界に「時間をかけて、ゆっくりと、長い距離を」走る「L･S･D（long slow distance）」を紹介した。そのL･S･D理論とは、身体の末端の眠っている毛細血管を目覚めさせ、競技能力を向上させることが可能となるというもので、「ゆっくり走れば速くなる」をスローガンに、数多くの市民ランナー達に多大な影響を与えた理論である。そして佐々木監督の没後、浅井は佐々木の意志を受け継ぎL･S･D理論を継承し、現在では選手活動の傍らランニング教室でL･S･D理論を中心にした指導、講演活動なども行っている。
これとは別に1996年には、母校の文教大学で教育研究所の客員研究員として、師である梶原洋子とともに女子長距離選手の健康・生理に関する論文を執筆している。

## 主な記録（マラソンのみ）
- 1980年11月 東京国際女子マラソン 3時間00分32秒 12位（初マラソン）
- 1981年11月 東京国際女子マラソン 2時間56分49秒 13位
- 1982年01月 大阪女子マラソン 2時間54分26秒 19位
- 1982年11月 東京国際女子マラソン 3時間01分56秒 26位
- 1983年01月 大阪女子マラソン 2時間52分23秒 21位
- 1983年05月 バンクーバーマラソン 2時間50分36秒 3位
- 1983年11月 東京国際女子マラソン 2時間39分47秒 5位
- 1984年03月 名古屋女子マラソン 2時間38分31秒 4位（国内1位）
- 1984年06月 シドニーマラソン 2時間43分42秒 3位
- 1984年11月 東京国際女子マラソン 2時間33分43秒 2位（当時日本歴代2位）
- 1985年01月 大阪国際女子マラソン 2時間40分11秒 9位（国内1位）
- 1985年04月 ワールドカップ広島大会女子マラソン 2時間37分19秒 9位（国内1位）
- 1985年11月 東京国際女子マラソン 2時間45分24秒 14位
- 1986年01月 大阪国際女子マラソン 2時間34分47秒 2位（国内1位）
- 1986年10月 ソウルアジア大会女子マラソン 2時間41分03秒 優勝（金メダル獲得）
- 1986年11月 東京国際女子マラソン 2時間40分44秒 7位
- 1987年08月 世界陸上選手権ローマ大会女子マラソン 2時間48分44秒 26位
- 1988年01月 大阪国際女子マラソン 2時間32分13秒 4位
- 1988年09月 ソウルオリンピック女子マラソン 2時間34分41秒 25位（国内1位）
- 1989年04月 ボストンマラソン 2時間33分04秒 4位（国内1位）
- 1990年01月 大阪国際女子マラソン 2時間34分31秒 11位
- 1990年03月 名古屋国際女子マラソン 2時間33分40秒 3位
- 1990年08月 北海道マラソン 2時間36分55秒 3位
- 1991年01月 大阪国際女子マラソン 2時間37分24秒 13位
- 1991年10月 別海パイロットマラソン 2時間35分29秒 優勝
- 1992年01月 大阪国際女子マラソン 2時間32分29秒 13位
- 1992年03月 名古屋国際女子マラソン 2時間31分42秒 3位
- 1992年11月 東京国際女子マラソン 2時間31分41秒 5位（国内1位）
- 1993年02月 上尾マラソン 2時間34分07秒 優勝
- 1993年03月 名古屋国際女子マラソン 2時間28分22秒 4位（マラソン自己最高記録）
- 1993年07月 ゴールドコーストマラソン 2時間29分29秒 優勝
- 1993年11月 東京国際女子マラソン 2時間31分34秒 5位
- 1994年03月 名古屋国際女子マラソン 2時間30分30秒 優勝（日本女子3大会マラソン初制覇）
- 1994年12月 ホノルルマラソン 2時間38分21秒 2位（国内1位）
- 1995年12月 ホノルルマラソン 2時間56分43秒 9位
- 1996年03月 名古屋国際女子マラソン 2時間33分02秒 14位
- 1996年06月 ポートランドマラソン 2時間40分03秒 優勝
- 1996年12月 ホノルルマラソン 2時間50分23秒 8位
- 1997年11月 ニューヨークシティマラソン 2時間45分39秒 16位
- 1998年01月 大阪国際女子マラソン 2時間38分47秒 20位
- 1999年03月 名古屋国際女子マラソン 2時間45分24秒 30位
- 1999年12月 ホノルルマラソン 2時間46分47秒 5位
- 2000年01月 大阪国際女子マラソン 2時間56分09秒 50位
- 2001年03月 名古屋国際女子マラソン 2時間43分31秒 36位
- 2001年06月 ゴールドコーストマラソン 2時間41分34秒 3位
- 2005年04月 長野マラソン 3時間00分35秒 17位
- 2007年02月 東京マラソン2007 3時間45分20秒 354位
- 2008年02月 東京マラソン2008 4時間09分38秒 921位
- 2008年04月 長野マラソン 3時間28分24秒 94位
- 2009年03月 東京マラソン2009 3時間27分55秒 208位
- 2010年02月 東京マラソン2010 3時間46分27秒 364位
- 2011年02月 東京マラソン2011 3時間57分36秒 - 位
- 2012年02月 東京マラソン2012 3時間47分34秒 472位
- 2012年04月 長野マラソン 3時間35分31秒（ゲスト参加）
- 2013年02月 東京マラソン2013 3時間52分44秒（ネットタイム3:48:57）
- 2014年02月 東京マラソン2014 4時間03分22秒（ネットタイム3:57:13）
- 2015年02月 東京マラソン2015 3時間44分56秒（ネットタイム3:44:54）
- 2016年02月 東京マラソン2016 4時間10分55秒（ネットタイム4:06:44）
- 2017年02月 東京マラソン2017 3時間58分35秒（ネットタイム3:54:39）

## 自著作
- 『もういちど二人で走りたい』（徳間書店、1995/11/1出版、ISBN 978-4198603915）
- 『浅井えり子の「新・ゆっくり走れば速くなる」　マラソン・トレーニング改革』（アールビーズ、1997/6/1出版、ISBN 978-4947537485）
- 『新版 ゆっくり走れば速くなる』（アールビーズ、2005/10/1出版、ISBN 978-4947537638）

関連書籍
- 『ゆっくり走れば速くなる』佐々木功・著（アールビーズ、1984/10/1初版・2020/6/26復刻出版、ISBN 978-4947537959）